# Tokushima Vortis
Tokushima Vortis (Japans: 徳島ヴォルティス, Tokushima Buoruteisu) is een voetbalclub uit Japan die speelt in de J-League 2, de tweede Japanse divisie. De club heeft Tokushima Stadium als thuisbasis in de Japanse stad Naruto.

## Geschiedenis
Tokushima Vortis werd opgericht in 1955 onder de naam Otsuka Sports Club. Tot 1989 speelde de club in de lagere regionale divisies, daarna kwam het enige tijd uit in de Japan Soccer League, de voorloper van de J-League. Bij de oprichting van de J-League meldde de club zich aan voor de Japan Football League en veranderde zij haar naam in Vortis Tokushima. Vortis is een samenvoeging van enkele woorden. Vortice is het Italiaanse woord voor whirlpool, een waterstroming, en vormt de basis voor de eerste drie letters van Vortis. De overige drie letters komen van de namen van drie voormalige Japanse provincies Tosa, Iyo en Sanuki die in de prefectuur Tokushima lagen.
In 1999 werd onder druk van de eigenaar van de club, de farmaciefabrikant Otsuka Pharmaceuticals (大塚製薬, Otsuka Seiyaku), de naam van de club weer veranderd in Otsuka Pharmaceuticals FC om reclame te maken voor het bedrijf. Dit stuitte op enorme bezwaren van de supporters. Zij bleven de oude naam gebruiken voor de club en in 2001 ging die weer spullen verkopen onder de oude naam, naast de gebruikelijke Otsuka FC-spullen.
Toen de club in 2004 zou worden toegelaten tot de J2, besloot het bestuur echter niet in te schrijven onder Vortis Tokushima, maar onder de huidige naam Tokushima Vortis. Sinds 2005 speelt het in de J2 zonder succes.

## Eindklasseringen
- Eerst wordt de positie in de eindranglijst vermeld, daarna het aantal teams in de competitie van het desbetreffende jaar. Voorbeeld 1/18 betekent plaats 1 van 18 teams in totaal.

| Jaar | J1 | J2    |
| ---- | -- | ----- |
| 2005 |    | 9/12  |
| 2006 |    | 13/13 |
| 2007 |    | 13/13 |
| 2008 |    | 15/15 |
| 2009 |    | 9/18  |